# Victoria Woodhull
Victoria Claflin Woodhull, sau này là Victoria Woodhull Martin, (23 tháng 9 năm 1838 - 09 tháng 6 năm 1927) là một nhà lãnh đạo của phong trào quyền bầu cử cho phụ nữ người Mỹ.
Woodhull là một người ủng hộ "tự do yêu đương", mà cho rằng sự tự do kết hôn, ly hôn, và sinh con mà không cần sự can thiệp của chính phủ. Bà là người phụ nữ đầu tiên khởi đầu một tờ báo hàng tuần, một nhà hoạt động cho quyền của phụ nữ và các cải cách lao động. Năm 1872, bà là nữ ứng cử viên đầu tiên tranh cử Tổng thống Hoa Kỳ.
Woodhull đi từ khốn khó lên giàu có hai lần, tài sản đầu tiên của bà kiếm được từ việc hành nghề chữa bệnh bằng từ tính trên đường rất thành công trước khi bà tham gia phong trào duy linh trong những năm 1870. Trong khi tác giả của nhiều bài báo của bà có tranh cãi  (nhiều bài phát biểu của bà trên các chủ đề này là sự hợp tác giữa Woodhull, những người ủng hộ bà và người chồng thứ hai Đại tá Colonel James Blood), vai trò đại diện của bà ở phong trào này là mạnh mẽ. Cùng với em gái của mình, bà là người phụ nữ đầu tiên quản lý một công ty môi giới ở Phố Wall, và họ là những người phụ nữ đầu tiên thành lập một tờ báo, Woodhull & Weekly Claflin.
Đỉnh cao nhất là hoạt động chính trị trong những năm đầu thập niên 1870, Woodhull được biết đến như là ứng cử viên phụ nữ đầu tiên của chạy đua chức vụ Tổng thống Hoa Kỳ, trong đó bà chạy đua cuộc bầu cử năm 1872 đại diện cho Đảng Quyền bình đẳng, ủng hộ quyền bầu cử và quyền bình đẳng của phụ nữ. Việc bà bị bắt giữ vì cáo buộc khiêu dâm một vài ngày trước khi cuộc bầu cử, vì đã cho xuất bản một bài viết về vụ ngoại tình được cho là giữa các bộ trưởng nổi bật, Henry Ward Beecher, và Elizabeth Tilton, thêm vào bản tin tức giật gân đối với việc ứng cử viên tổng thống của bà. Bà đã không nhận được bất kỳ phiếu đại cử tri nào, và có bằng chứng mâu thuẫn nhau về phiếu phổ thông.
Nhiều cải cách và lý tưởng mà Woodhull ủng hộ cho giai cấp công nhân, chống lại những gì bà cho là tầng lớp tinh hoa tư bản tham nhũng, đã gây nhiều tranh cãi trong thời gian này. Các thế hệ sau rất nhiều những cải cách đã được thực hiện và hiện được xem là đương nhiên. Các ý tưởng khác của bà và các cải cách do bà kiến nghị vẫn còn đang tranh luận đến ngày hôm nay.